# Nogometni klub Đerzelez
Il Nogometni klub Đerzelez, conosciuto semplicemente come Đerzelez (o anche Gjerzelez), è stata una squadra di calcio prima di Sarajevo e poi di Zenica, due città nella Federacija (Bosnia ed Erzegovina).

## Nome
Il nome deriva da Alija Đerzelez, un eroe epico dei Bosgnacchi.

## Storia
Il club viene fondato nel 1932 come ŠK Đerzelez, i colori del club erano il rosso e il verde e l'indirizzo del club era Huzejin Kapetana 35.
Negli anni fra le due guerre le squadre cittadine più forti erano Slavija e SAŠK; il Đerzelez appare nella 1. Razred della Sarajevski podsavez (prima classe della sotto-federazione di Sarajevo), finendo 4º su 7 squadre.
Con l'inizio della seconda guerra mondiale, l'invasione tedesca del Regno di Jugoslavia, passa a giocare nel campionato dello Stato Indipendente di Croazia e cambia il nome in Hrvatski športski klub Gjerzelez. Alla fine della guerra, con la creazione della Jugoslavia socialista, le autorità comuniste vietano l'attività alle squadre che hanno partecipato ai tornei della Croazia fascista, pertanto il 6 giugno 1945 il Gjerzelez viene sciolto.
Dopo la dissoluzione della Jugoslavia torna la possibilità di ricreare a Sarajevo il Nogometni klub Đerzelez, costretto però a militare nelle serie inferiori dopo non essere riuscito a fondersi nel 1995 con lo Željezničar. Quattro anni dopo, nel 1999, la fusione riesce con la squadra di una città a 70 km di distanza : lo Zenica (da non confondersi con il più famoso Čelik Zenica), l'intenzione è quella di creare una squadra capace di qualificarsi per le coppe europee (intento solo sfiorato: nel 2000 perde lo spareggio-qualificazione per l'Intertoto contro lo Zrinjski Mostar), nasce quindi il Nogometni klub Đerzelez Zenica (è stata trasferita la sede) che viene inserito nella massima divisione: la Prva liga NS BiH 1999-2000. Riesce a qualificarsi alla Premijer liga BiH unificata, ma il club entra in una irreversibile crisi finanziaria, nella massima divisione bosniaca colleziona 40 sconfitte su 42 partite, retrocede in Prva liga FBiH, la nuova seconda divisione della Federazione BiH, ma si ritira prima dell'inizio del campionato e cessa l'attività definitivamente.

### Cronistoria
| Stagione                           | Campionato                         | Campionato                         | Campionato                         | Campionato                           | Coppa              |
| Stagione                           | Categoria                          | Liv.                               | Posizione                          | Verdetti                             | Coppa              |
| ---------------------------------- | ---------------------------------- | ---------------------------------- | ---------------------------------- | ------------------------------------ | ------------------ |
| CAMPIONATI DEL REGNO DI JUGOSLAVIA | CAMPIONATI DEL REGNO DI JUGOSLAVIA | CAMPIONATI DEL REGNO DI JUGOSLAVIA | CAMPIONATI DEL REGNO DI JUGOSLAVIA | CAMPIONATI DEL REGNO DI JUGOSLAVIA   | Coppa              |
| 1937–38                            | Sarajevski Podsavez - 1. Razred    | II                                 | 3º su 7                            |                                      | N.D.               |
| 1938–39                            | Sarajevski Podsavez - 1. Razred    | II                                 | 4º su 7                            |                                      | N.D.               |
| 1939–40                            | Sarajevski Podsavez - 1. Razred    | II                                 | 3º su 6                            |                                      | N.D.               |
| 1940–41                            | Sarajevski Podsavez - 1. Razred    | II                                 | 2º su 6                            |                                      | N.D.               |
| CAMPIONATI DELLA N.D.H.            | CAMPIONATI DELLA N.D.H.            | CAMPIONATI DELLA N.D.H.            | CAMPIONATI DELLA N.D.H.            | CAMPIONATI DELLA N.D.H.              | Coppa              |
| 1942                               | Prvenstvo NDH - Gruppo D           | I                                  | 4º su 5                            | Eliminato 1º turno                   | N.D.               |
| 1943                               | Prvenstvo NDH - Gruppo C           | I                                  | 3º su 3                            | Eliminato 2º turno                   | N.D.               |
| 1944                               | Prvenstvo NDH                      | I                                  |                                    | Torneo non concluso                  | N.D.               |
| 1945                               |                                    |                                    |                                    | Il 6 giugno la società viene sciolta |                    |
| CAMPIONATI DEI BOSGNACCHI          | CAMPIONATI DEI BOSGNACCHI          | CAMPIONATI DEI BOSGNACCHI          | CAMPIONATI DEI BOSGNACCHI          | CAMPIONATI DEI BOSGNACCHI            | Kup NS BiH         |
| 1994                               | Rinasce la società                 | Rinasce la società                 | Rinasce la società                 | Rinasce la società                   | Rinasce la società |
| 1994–95                            | ???                                |                                    |                                    |                                      | ???                |
| 1995–96                            | Druga liga NS BiH - Sud            | II                                 | 2º su 14                           |                                      | ???                |
| 1996–97                            | Druga liga NS BiH - Sud            | II                                 | 4º su 14                           |                                      | Quarti             |
| 1997–98                            | Druga liga NS BiH - Sud            | II                                 | 4º su 14                           |                                      | ???                |
| 1998–99                            | Druga liga NS BiH - Sud            | III                                | 5º su 14                           | A fine campionato si fonde lo Zenica | Quarti             |
| 1999–00                            | Prva liga NS BiH                   | I                                  | 6º su 16                           | Ammesso alla Premijer liga           | Sedicesimi         |
| CAMPIONATI DELLA BOSNIA ERZEGOVINA | CAMPIONATI DELLA BOSNIA ERZEGOVINA | CAMPIONATI DELLA BOSNIA ERZEGOVINA | CAMPIONATI DELLA BOSNIA ERZEGOVINA | CAMPIONATI DELLA BOSNIA ERZEGOVINA   | Coppa di Bosnia    |
| 2000–01                            | Premijer liga                      | I                                  | 22º su 22                          | Retrocede in 1.liga                  | Sedicesimi         |
| 2001–02                            | Prva liga FBiH                     | II                                 | -                                  | Ritirato                             | n.q.               |

## Palmarès

### Competizioni regionali
- Treća nogometna liga: 2

2007-2008 (girone Centro), 2011-2012 (girone Centro)

## Stadio
Fino al 1945 disputa le partite interne allo Igralište na Kovačićima (detto anche Stadion Kovačići). Non è chiaro dove abbia giocato dopo la rifondazione del 1994 a Sarajevo e Zenica.